# 382
| 382                |
| ------------------ |
| Dødsfald - Fødsler |
|                    |

| Gregoriansk kalender | 382 CCCLXXXII           |
| Ab urbe condita      | 1135                    |
| Armensk kalender     | I/T                     |
| Kinesiske kalender   | 3078 – 3079 辛巳 – 壬午 |
| Etiopisk kalender    | 374 – 375               |
| Jødisk kalender      | 4142 – 4143             |
| Hindukalendere       |                         |
| - Vikram Samvat      | 437 – 438               |
| - Shaka Samvat       | 304 – 305               |
| - Kali Yuga          | 3483 – 3484             |
| Iransk kalender      | 240 BP – 239 BP         |
| Islamisk kalender    | 248 BH – 246 BH         |

Se også 382 (tal)